# أليكسا ماتيتش (لاعب كرة قدم)
أليكسا ماتيتش هو لاعب كرة قدم صربي، ولد في 20 سبتمبر 2002 في نوفي ساد في صربيا. لعب مع النجم الأحمر بلغراد وغرافيتشار بيوغراد ونادي مينسك.

## وصلات خارجية
- أليكسا ماتيتش (لاعب كرة قدم) على موقع قاعدة بيانات كرة القدم.إي يو (الإنجليزية)
- أليكسا ماتيتش (لاعب كرة قدم) على موقع Soccerway.com (الإنجليزية)
- أليكسا ماتيتش (لاعب كرة قدم) على موقع عالم كرة القدم.نت (الإنجليزية)